# Carl Barks
Carl Barks (Merrill, Oregon, 27 de março de 1901 — Grants Pass, 25 de agosto de 2000) foi um ilustrador dos estúdios Disney e criador de histórias em quadrinhos, responsável pela criação de Patópolis e muitos de seus habitantes: Tio Patinhas (1947), Gastão (1948), Irmãos Metralha (1951), Professor Pardal (1952) e Maga Patalójika (1961), entre outros. A qualidade de seus roteiros e desenhos lhe rendeu os apelidos O Homem dos Patos e O Bom Artista dos Patos. O autor de quadrinhos Will Eisner chamou-o de "Hans Christian Andersen dos quadrinhos".

## Biografia

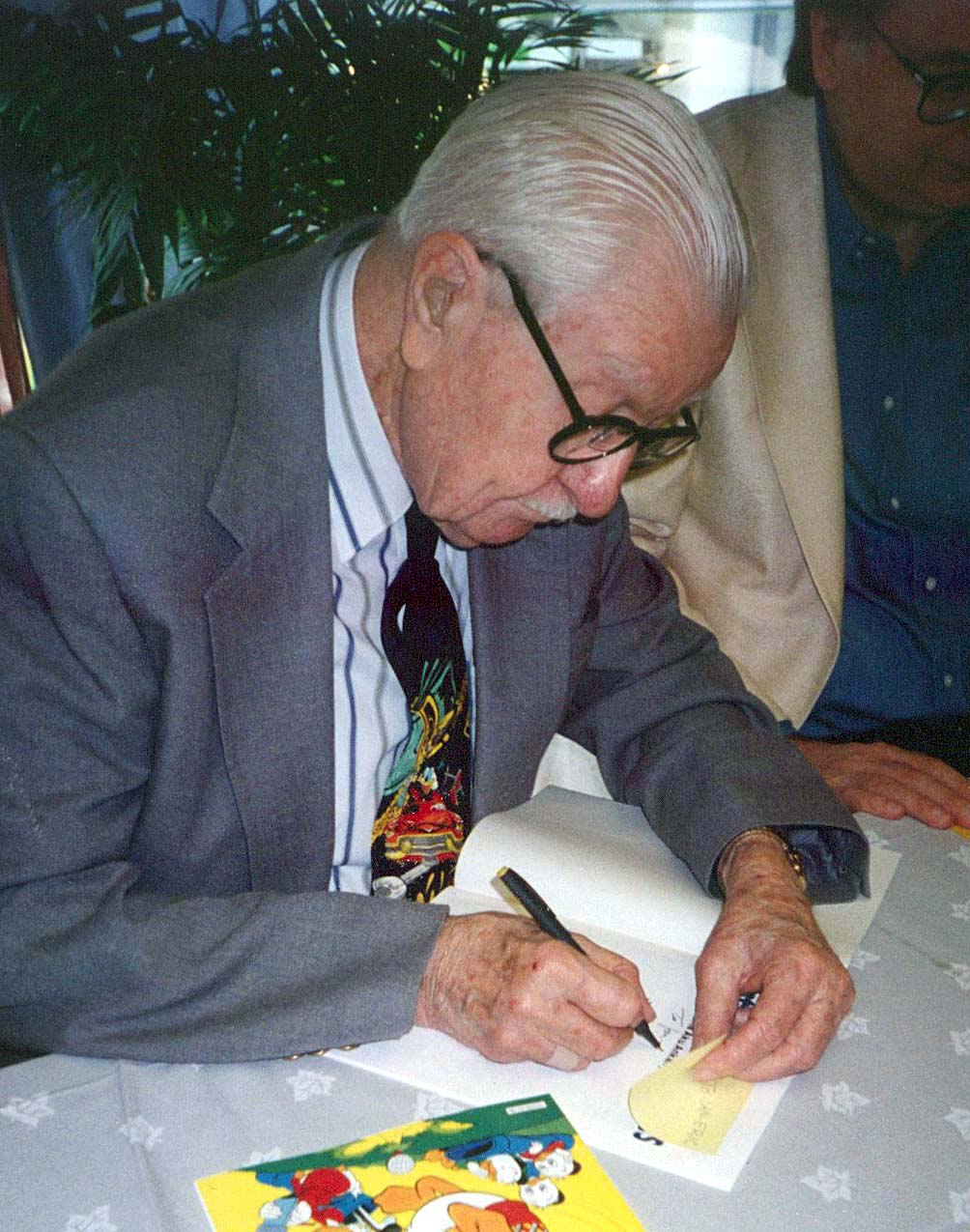
Carl Barks

Barks nasceu em Merrill, Oregon, filho de William Barks e sua esposa Arminta Johnson. Ele tinha um irmão mais velho chamado Clyde. Seu avô paterno se chamava David Barks e seus avós maternos eram Carl Johnson e Suzanna Massey, mas além disso pouco se sabe sobre seus antepassados.

### Infância
De acordo com a descrição de Carl de sua infância, ele era uma criança bastante só. Seus pais possuíam uma milha quadrada (2,6 km²) de terra que serviu como sua fazenda. O vizinho mais próximo vivia a meia milha (800 metros), mas ele era mais como um conhecido dos pais de Barks do que um amigo. A escola mais próxima ficava a aproximadamente duas milhas (3 km) e Carl tinha que caminhar aquela distância diariamente. A área rural tinha poucas crianças, porém, e Barks se lembrou que sua escola só tinha mais uns oito ou dez alunos.
As lições iam das 9 horas da manhã às 16 horas, quando ele tinha que voltar à fazenda. Lá ele não tinha ninguém para conversar, pois seus pais estavam ocupados e ele tinha pouco em comum com seu irmão.
Em 1908, William Barks (em uma tentativa para aumentar a renda familiar) se mudou com sua família para Midland, Oregon, algumas milhas ao norte de Merril, por ser mais próxima das (então novas) linhas da estrada de ferro. Ele estabeleceu uma fazenda de criação de gado e vendia sua produção para os matadouros locais.
Clyde, de nove anos, e Carl, de sete, lá trabalharam por longas horas. Mas Carl se lembrou mais tarde que a multidão que se reuniu na feira de Midland deixou nele uma impressão muito forte. Isto era de se esperar, pois ele não estava acostumado a multidões. De acordo com Carl, o que mais chamou sua atenção foram os vaqueiros que frequentavam o mercado com seus revólveres, davam apelidos estranhos um ao outro e tinham senso de humor.
Antes de 1911, eles tinham tido êxito suficiente para se mudar para Santa Rosa, Califórnia. Começaram cultivando legumes e montaram alguns pomares. Infelizmente, os lucros não eram tão altos quanto William esperavam e a família começou a ter dificuldades financeiras. A ansiedade de William provavelmente foi o que causou seu primeiro colapso nervoso.
Assim que William se recuperou, tomou a decisão de voltar para Merrill. O ano era 1913, e Carl já tinha doze anos; mas, devido às mudanças freqüentes, não tinha ainda conseguido completar a escola primária. Retomando seus estudos, Carl conseguiu se formar em 1916.
O ano de 1916 serviu como um momento decisivo na vida de Carl por várias razões. Primeiro, Arminta, sua mãe, morreu neste ano. Segundo, seus problemas de audição, que já existiam, ficaram sérios a ponto de Carl ter dificuldade para escutar o que os professores diziam. Sua audição ficaria cada vez pior, mas ele ainda não tinha comprado um aparelho auditivo; mais à frente, ele não poderia passar sem um aparelho. Em terceiro lugar, a escola secundária mais próxima da fazenda ficava a 8 km, e mesmo que ele se matriculasse provavelmente sua má audição traria problemas de aprendizagem. Muito decepcionado, Barks teve que decidir parar com sua educação escolar. Na ocasião ele era um adolescente bastante tímido e melancólico. Não seria muito diferente no resto de sua vida.

### De trabalho em trabalho
Barks começou a se ocupar com vários trabalhos, sem muito sucesso: fazendeiro, lenhador, torneiro, condutor de mulas, vaqueiro e impressor. Ao mesmo tempo ele interagiu com colegas que tinham disposição satírica até diante das maiores dificuldades. Carl diria mais tarde que, se não fosse o humor em suas vidas atribuladas, eles teriam enlouquecido. Daí em diante Carl adotaria essa atitude diante da vida, o que influiria na criação de seus personagens mais conhecidos: Pato Donald e Tio Patinhas.
Donald vagueia de trabalho em trabalho, habitualmente sem sucesso, no que era inspirado pelas próprias experiências de Carl. Até quando tinha êxito, era apenas um sucesso temporário antes de outra decepção para o pato. Carl também estava familiarizado com essa situação.
A diferença principal de Patinhas para Donald, de acordo com Carl, é que o primeiro enfrentara as mesmas dificuldades no passado, mas com inteligência, determinação e trabalho duro, ele conseguiu a tudo superar. Ou como o próprio Patinhas diria a Huguinho, Zezinho e Luisinho: sendo mais duro que os durões e mais esperto que os espertalhões. Até mesmo nas histórias vividas no presente Patinhas trabalharia para resolver seus muitos problemas, embora freqüentemente as histórias mostrassem que seus esforços constantes pareciam fúteis afinal. Além disso, Scrooge era bastante semelhante a seu criador, parecendo tão melancólico, introspectivo e reservado quanto ele.
Através dos dois personagens Carl mostraria seu senso de humor sarcástico. O período difícil na vida do artista parece tê-lo ajudado a amoldar muitas de suas visões sobre a vida expressas por suas criações.

### O artista profissional
Ao mesmo tempo, Carl tinha começado a pensar sobre como transformar seu passatempo, desenhar, em profissão. Desde sua infância, ele passava seu tempo livre desenhando com qualquer material que pudesse encontrar. Tentou melhorar seu estilo copiando os desenhos dos artistas de histórias em quadrinhos dos jornais. Buscou criar suas próprias expressões faciais, figuras e situações cômicas, mas quis estudar o estilo e o uso de cores e tons dos mestres artistas. Entre seus primeiros favoritos estavam Winsor McCay (conhecido pelos quadrinhos de Pequeno Nemo) e Frederick Burr Opper, mas estudou todos os estilos que chamaram sua atenção.
Aos 16 anos, era basicamente um autodidata, mas decidiu tomar algumas lições por correspondência. Só seguiu as primeiras quatro lições, mas teve que parar porque o trabalho tomava muito de seu tempo. Porém, segundo o próprio Barks, as lições se mostraram muito úteis na melhora de seu estilo. Em dezembro de 1918, ele deixou a casa dos pais para procurar trabalho em São Francisco, Califórnia. Trabalhou durante algum tempo em uma pequena editora enquanto tentava vender seus desenhos a jornais e outras publicações, mas não teve muito sucesso. Após dois anos sem êxito, voltou ao Oregon, onde se casou em 1923. Foi depois para Roseville, e por  cinco anos desenhou para uma empresa chamada Pacific Fruit Express. Em 1928, trabalhava como desenhista de charges para a revista Calgary Eye-Opener, de Mineápolis.

### Na Disney
Em 1935, Barks começou como animador, roteirista e diretor de criação nos Estúdios Disney, onde viria a construir sólida reputação. Apesar de trabalhar basicamente com desenhos animados do Pato Donald, ele cuidou de duas seqüências do filme Bambi e foi intercalador em um desenho do Mickey.
Em 1942, a editora que publicava as histórias em quadrinhos Disney do Pato Donald precisava de material inédito e procurou-o. Foi aí que surgiu "O Tesouro do Pirata" ("Donald Duck Finds Pirate Gold", no original em inglês), aventura baseada em uma animação que não chegou a sair do papel, com roteiro de Bob Karp. Os desenhos foram divididos entre Barks e Jack Hannah. Esta não foi, contudo, seu primeiro trabalho com quadrinhos para a Disney: ele já tinha, naquele mesmo ano, assinado o roteiro de uma história do cão Pluto, ao lado de Hannah e Nick George.
Em 6 de novembro daquele ano, Barks deixou o emprego de animador. O motivo "oficial" foi que o ar-condicionado agravara sua sinusite, mas os problemas principais foram o racionamento de combustíveis imposto pela Segunda Guerra Mundial, que dificultava o acesso ao escritório, e o fato de fazer desenhos animados com propaganda bélica. No mês seguinte, trabalhando a partir de casa, passou a colaborar regularmente com a Western Publishing, que editava os quadrinhos do Pato Donald. A editora mandou a ele um argumento de HQ, que ele devia desenvolver. Percebendo alguns "furos" no roteiro, Barks escreveu de volta perguntando se poderia fazer modificações. Diante da resposta positiva, deu o seu estilo à trama, o que lhe valeu um convite para escrever uma história e desenhá-la. A partir daí, iniciou um trabalho que produziu, ao longo de 25 anos, mais de 6 mil páginas e 500 histórias.
Barks fez uma re-estilização do pato, arredondando seu corpo e diminuindo o bico, e imprimindo um estilo mais alegre.

### Não Disney
Além dos personagens Disney, Barks ilustrou outros personagens surgidos em curta-metragens de animação: Urso Barney e Droopy da MGM, Andy Panda de Walter Lantz e Gaguinho e Pernalonga da Warner Bros..

### Viagem à Europa e morte
Em 31 de maio de 1994, quando já tinha 93 anos, Barks foi pela primeira vez à Europa, em um verdadeiro tour por 11 países, que incluiu de desfiles em carro aberto a sessões de autógrafos e reuniões com autoridades e artistas locais.
Em julho de 1999, ele foi diagnosticado com leucemia linfocítica crônica, uma forma de câncer decorrente dos glóbulos brancos na medula óssea, para o qual ele recebeu quimioterapia oral. Faleceu em 25 de agosto de 2000 aos 99 anos.

## Influência
Carl Barks influenciou outros artistas. Talvez o mais famoso seja Steven Spielberg, que baseou ao menos duas cenas dos filmes de Indiana Jones em roteiros do "Homem dos Patos". A seqüência da pedra que rola na direção do personagem de Harrison Ford, em Os Caçadores da Arca Perdida, é baseada no "Quebra-Crânio Rugidor" idealizado por Barks na história "As Cidades do Ouro", de 1954. A inundação da mina em Indiana Jones e o Templo da Perdição foi inspirada em parte do roteiro de "As Minas do Rei Toleimon", de 1958.

## Personagens criados
Uma lista incompleta:
- Tio Patinhas (apareceu pela primeira vez em Christmas on Bear Mountain)
- Gastão
- Maga Patalógika
- Escoteiros-Mirins
- Irmãos Metralha
- Professor Pardal
- Lampadinha
- Silva (o vizinho de Donald)
- Mac Mônei
- Patacôncio
- General Faro
- Imediato P.A. Tinhas
- Contramestre Donaldo
- Zeca Pato
- Capitão Mac Patinhas